# Pedro Arispe
Pedro Arispe (30. september 1900 – 4. maj 1960) var en uruguayansk fodboldspiller, og dobbelt olympisk guldvinder med Uruguays landshold.
Arispe var forsvarer på det uruguayanske hold, der vandt guld ved både OL i 1924 i Paris og OL i 1928 i Amsterdam. Han var også med til at vinde det sydamerikanske mesterskab med sit land i 1924. I alt nåede han at spillede 19 kampe for landsholdet i perioden 1924-1929.
Arispe spillede på klubplan for Rampla Juniors i hjemlandet. Her var han med til at vinde det uruguayanske mesterskab i 1927.

## Titler
Primera División Uruguaya
- 1927 med Rampla Juniors

OL
- 1924 og 1928 med Uruguay

Sydamerika-Mesterskabet (Copa América)
- 1924 med Uruguay